# Tom Karlsson
Tom Karlsson är svensk konstnär, musiker och serieskapare, upphovsman till bland annat webbserien Stolle Bengtsson som 2006 gavs ut i bokform på Kolik förlag, som förlagets första utgivning. Karlsson medverkar regelbundet i serieantologin Galago och tidningen Arbetaren. Karlssons svarta, nerviga tuschstil påminner till viss del om Joakim Pirinen, men har en mycket personlig udd, med teman i bilder och serier som knyter an till en centraleuropeisk tradition av politisk och social satir.